# 春溪 (北达科他州)
春溪（英語：Springbrook），是美国北达科他州下属的一座城市。根据2010年美国人口普查，该市有人口27人。